# Peter Par Jiek
Peter Par Jiek (década de 1950 - 9 de abril de 2017) foi um general de brigada do Exército Popular de Libertação do Sudão e veterano da Segunda Guerra Civil Sudanesa. No decorrer desse conflito, Par lutou sob o comando de Riek Machar com vários grupos rebeldes e pró-governo e acabou se tornando um poderoso comandante de milícia no Estado de Unidade. Naquela região, ele estabeleceu seu próprio feudo e ganhou alguma notoriedade por sua rivalidade com outro líder rebelde, Peter Gadet. Embora tenha seguido Machar durante toda a Segunda Guerra Civil Sudanesa até 2005, Par ficou do lado do presidente Salva Kiir Mayardit após a eclosão da Guerra Civil do Sudão do Sul em 2013. Liderando as forças de contrainsurgência pró-governo no Estado de Wau a partir de 2014, Par acabou sendo emboscado e morto por rebeldes do Movimento Popular de Libertação do Sudão na Oposição leais a Machar em 2017.

### Obras citadas
- Harker, John (2000). Human Security in Sudan: The Report of a Canadian Assessment Mission (PDF). Ottawa: Global Affairs Canada
- Johnson, Douglas H. (2009). «The Nuer Civil Wars». In:  Günther Schlee; Elizabeth E. Watson. Changing Identifications and Alliances in North-east Africa: Volume II: Sudan, Uganda, and the Ethiopia-Sudan borderlands. New York City; Oxford: Berghahn Books. pp. 31–48. ISBN 978-1-84545-604-7
- Nyaba, Peter Adwok (2002). «The Impact of Oil and Gas Development on the Local and National Economy, Environment and Society in the Sudan». Self-determination, The Oil and Gas Sector and Religion and the State in the Sudan. Ottawa: The Sudan Peace-Building Programme African Renaissance Institute (ARI); Relationships Foundation International (RFI). pp. 101–131
- Rone, Jemera (2003). Sudan, oil, and human rights. [S.l.]: Human Rights Watch. ISBN 1-56432-291-2